# Långskäret, Vasa
Långskäret är en ö i Sundom skärgård i Vasa i landskapet Österbotten. Här finns Långskärs fiskehamn som är stadens enda fiskehamn.
Långskäret är genom Sundom skäriväg och en bro över Penikarströmmen förbundet med fastlandet. Skärivägen fortsätter genom Långskäret via en bro över Grävenströmmen till de sammanvuxna Byön och Granön.